# Christina Hendricks
Christina Rene Hendricks, född 3 maj 1975 i Knoxville, Tennessee, är en amerikansk skådespelare. Hon är bland annat känd från TV-serien Mad Men där hon under sju säsonger spelade Joan Holloway som är en av huvudrollerna. Hendricks har även spelat bland annat i TV-serierna Cityakuten, Angel, Firefly, Life och Good Girls.

## Filmografi i urval
- 2002 – Livs levande TV
- 2007–2015 – Mad Men (TV-serie)
- 2010 – Life As We Know It
- 2011 – Drive
- 2011 – Detachment
- 2011 – I Don't Know How She Does It
- 2012 – Struck by Lightning
- 2012 – Ginger & Rosa
- 2015 – Dark Places
- 2016 – Bad Santa 2
- 2018 – The Strangers: Prey at Night
- 2018–2020 – Good Girls (TV-serie)
- 2019 – Toy Story 4 (röst)
- 2025 – Good American Family (TV-serie)